# أحمد مرعي (سياسي)
أحمد عبد السلام مرعي، (10 كانون الثاني 1983) أكاديمي وحقوقي وسياسي سوري من مدينة جرابلس، في محافظة حلب، ونائب سابق عن دائرة مناطق محافظة حلب الانتخابية عن القطاع (ب) في مجلس الشعب السوري الدور التشريعي الثاني 2016-2020، والدور التشريعي الثالث 2020-2024، وعضو المكتب السياسي في الحزب السوري القومي الاجتماعي.

## الشهادات العلمية
- دكتوراه في القانون الدولي (2016)، جامعة بيروت العربية.[3]
- ماجستير في العلاقات الدولية والدبلوماسية (2010-2012)، جامعة بيروت العربية
- دبلوم في العلاقات الدولية والدبلوماسية (2009-2010)، الجامعة الاميركية في بيروت
- بحث حول الحرب الأمريكية على العراق والقرارات الدولية (2009)، جامعة بيروت العربية
- درجة البكالوريوس في القانون والعلوم السياسية (2004-2008)، جامعة بيروت العربية

## مناصب ومهام
- عضو في مجلس الشعب السوري (مجلس 2016)
  - عضو اللجنة الدستورية والتشريعية
  - عضو لجنة الشؤون العربية والخارجية والمغتربين
  - عضو لجنة الصداقة السورية - اللبنانية
- عضو في مجلس الشعب السوري (مجلس 2020)
  - رئيس لجنة الصداقة السورية - اللبنانية
  - عضو اللجنة الدستورية والتشريعية
  - عضو لجنة الشؤون العربية والخارجية والمغتربين
  - عضو لجنة العلاقات السورية - الروسية
- عضو المكتب السياسي في الحزب السوري القومي الاجتماعي
- محاضر في جامعة دمشق بمادة العلاقات الدولية (حاليًا)
- محاضر في المعهد الدبلوماسي بوزارة الخارجية السورية
- محاضر في مركز القاهرة الإقليمي للتدريب والتحكيم
- محاضر في الجامعة الإسلامية في لبنان
- رئيس اتحاد الطلاب السوريين في لبنان (2011-2016)
- محاضر في جامعة انطاكية بمواد: القانون الدولي العام، المدخل إلى علم القانون، القانون الاداري، القانون الدستوري، وتاريخ القانون. (2020 - حتى الآن)
- دكتور زائر في جامعة سيينا الإيطالية، في قسم الدراسات العربية والاسلامية (2023 - حتى الآن)

## عضويته في الحزب
تسلم مسؤوليات عديدة في الحزب السوري القومي الاجتماعي، ومنها:
- مفوض مفوضية الجامعة العربية التابعة للحزب
- وكيل عميد الدراسات والتخطيط في الحزب
- أمين سر نظارة الإذاعة والإعلام في الحزب
- مسؤول التربية والشباب
- أمين سر عمدة القضاء في الحزب

حصل على رتبة الأمانة في الحزب بتاريخ 6/5/2022، وهي بمثابة شهادة بالمؤهلات يتم تحصيلها بأثبات الجدارة تمنحها لجنة منتخبة من كل أعضاء الحزب كل 4 سنوات، عبر اختبارات عديدة في المسار الحزبي وليس عن طريق الانتخاب.

## مؤلفات
- كتاب سورية والكيميائي بالوقائع والوثائق، دار أبعاد في بيروت 2018.[4]
- كتاب آثار قطع العلاقات الدبلوماسية بين الدول، منشورات الحلبي الحقوقية 2013.[5]

ولديه العديد من المقالات والأبحاث المنشورة في الصحف والمواقع الإلكترونية.